# Iana Zinkèvitx
Iana Zinkèvitx (ucraïnès: Яна Вадимівна Зінкевич)  (Rivne, 2 de juliol de 1995) és una membre del parlament ucraïnès paraplègica i una militar veterana. Va ser escollida com una de les 100 dones de la BBC el 2022.

## Biografia
Va néixer l'any 1995 a Rivne. Va estudiar a uk i va cursar la seva formació mèdica al uk.
Durant la Guerra al Donbàs, Zinkèvitx va ser comandant del Batalló Mèdic Hospitalari, després d'haver salvat aproximadament 200 soldats. Va resultar greument ferida en un accident de trànsit el desembre de 2015 i, com a conseqüència, va quedar paralitzada i, per tant, des de llavors utilitza una cadira de rodes. És una de les receptores de l'Ordre del Mèrit d'Ucraïna. El 2022 va ser inclosa com una de les 100 dones més inspiradores per la BBC.
Va ser escollida com a representant del partit de la Solidaritat Europea a la novena convocatòria de la Verhovna Rada a les eleccions parlamentàries d'Ucraïna de 2019. Estava al número setè de la llista electoral del partit.